# No Turning Back!
No Turning Back! è il secondo album in studio del gruppo musicale heavy metal statunitense Burning Starr, pubblicato dall'etichetta discografica Napalm Records nel 1986.

## Il disco
Il disco venne realizzato con la collaborazione di David DeFeis dei Virgin Steele, band in cui militò il chitarrista Jack Starr fondatore dei Burning Starr. DeFeis oltre a produrre l'album registrò anche le parti di pianoforte e tastiera e si occupò degli arrangiamenti assieme a Starr.
L'album si compone di dodici tracce di cui tre sono interludi strumentali, caratteristica affine ai lavori dei Virgin Steele, e uno di questi, il brano Prelude in C Minor, è tratto da una composizione di Fryderyk Chopin. Il disco include anche una cover della canzone Fire and Rain del cantautore statunitense James Taylor, inoltre molte tracce apparvero, in versione differente, sui dischi Phantom Lord e Evil Never Sleeps del progetto musicale Phantom Lord, una formazione speed metal con cui Starr collaborò registrando i pezzi già nel 1984. Questo lavoro risulta quindi vario, passando da pezzi dal forte impatto, tipici del power metal americano, ad altri che ricordano le sonorità maestose proposte dai Rainbow nell'album Rising. Le composizioni sono inoltre ricche di spunti chitarristici, in cui Jack Starr mostra un'attitudine simile ai guitar heroes Ritchie Blackmore e Yngwie Malmsteen.

### Edizioni
Il disco venne dato alle stampe nel 1986, sia su disco in vinile che in musicassetta, tramite la Napalm Records, invece la prima edizione in CD fu pubblicata dalla Sentinel Steel Records nel 1998. Questa versione presentò una nuova copertina, un libretto corredato di informazioni sulla band, recensioni, commenti di Jack Starr, foto e immagini delle diverse copertine con cui uscì in vari paesi, oltre all'aggiunta di due bonus tracks registrate nel 1987 ma remissate nel 1997. Nel 2012 fu ristampato su CD, in tiratura limitata a mille copie, dalla Skol Records, che per l'occasione ne fornì una versione rimasterizzata e, ancora una volta, con una copertina differente, tuttavia mantenne le due tracce bonus della precedente edizione.

## Tracce
Testi e musiche di Jack Starr, eccetto dove diversamente indicato.
1. No Turning Back! – 3:46
2. Light in the Dark – 3:39
3. Fire and Rain – 3:20 – (cover di James Taylor)
4. Call of the Wild – 4:12
5. Road Warrior – 3:36
6. Prelude in C Minor – 1:12 (musica: Chopin) – (strumentale)
7. Evil Never Sleeps – 3:25
8. Path of Destruction – 3:38
9. M-1 – 0:27 – (strumentale)
10. Avenging Angel – 4:06
11. Run for Your Life – 5:11 (Jack Starr, Maxx Havick)
12. Coda – 1:15 – (strumentale)

Bonus Tracks delle edizione in CD
1. Burning Starr – 2:51
2. Metal Generation – 4:11

## Formazione
- Mike Tirelli – voce
- Jack Starr – chitarra
- Keith Collins – basso
- Mark Edwards – batteria

### Altri musicisti
- David DeFeis – tastiera, pianoforte

### Produzione
- David DeFeis – produzione, arrangiamenti
- Steve Thompson –  coproduzione di Fire and Rain
- Jack Starr - arrangiamenti, mastering
- Artie Ware – ingegneria del suono

Edizione 1998
- Greg Hildebrandt – grafica
- Tim Hildebrandt – grafica
- Denis Gulbey – concept art

Edizione 2012
- Tomasz Oracz – grafica
- Bart Gabriel – rimasterizzazione

Bonus Tracks
- Joe Chinicci – ingegneria del suono
- Bob DeMetucian – ingegneria del suono
- Steve Evitts – missaggio
- Brian Hoener – mastering